# Nico Onkenhout
Nicolaas Hendrik (Nico) Onkenhout (Amsterdam, 29 mei 1918 – aldaar, 5 februari 1989) was een Nederlandse beeldhouwer en medailleur.

## Leven en werk
Onkenhout studeerde beeldhouwkunst bij Jan Bronner aan de Rijksakademie van beeldende kunsten (1937-1944) in zijn geboorteplaats. Hij dook tijdens de Tweede Wereldoorlog onder, en was in 1944 in de gemeente Kollumerland c.a. ondergedoken. Na de oorlog maakte hij zes oorlogsmonumenten, waarvan een voor de gemeente Kollumerland. In 1947 won hij de zilveren medaille van de Prix de Rome. Zijn bekendste werk, een bronzen beeld van Dik Trom, met Trom omgekeerd zittend op een bokkende ezel, maakte hij in 1973.
Naast beeldhouwer was Onkenhout actief als medailleur. Hij maakte onder meer een penning ter gelegenheid van de opening van het hoofdkantoor van Assurantiemaatschappij De Zeven Provinciën in Den Haag (1960). Hij was lid van Arti et Amicitiae en de Beroepsvereniging van Beeldende Kunstenaars.

## Werken in de openbare ruimte (selectie)
- oorlogsmonument (1950), Ter Aar
- Ald Fears Erf, Wy Weitsje Oer Dij (1950), nabij Kollumerpomp (grondgebied Kollum)
- oorlogsmonument bij NH-kerk (1952), Joure
- gevelreliëf Het gezin (1955), Amsterdam
- gevelreliëf Moeder en kind (1955), Amsterdam
- gevelreliëf Har dea us frijdom 1940-1945 (1955), Lemmer
- Volk in nood, eendracht groot (1956), Sneek
- Zeelandbank (1957), Amsterdam
- Moeder Aarde (1963), Den Haag
- Jacob en de engel (1965), bij Diaconessenziekenhuis, Hilversum
- Koningin Wilhelmina op het gelijknamige plein in Amsterdam-West
- reliëf Mozes met de stenen tafelen (1970) voor het Joods monument, Meppel
- Dik Trom (1973), Hoofddorp
- Ariadne (1974), Westbroekpark, Den Haag
- Jan de Stoter (1984), Assen
- Heilige vlam, monument aan de Ringdijk voor zes tijdens de meidagen 1940 omgekomen brandweerlieden, Amsterdam

## Fotogalerij

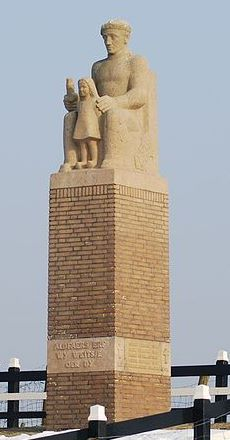
Oorlogsmonument (1950) in Kollumerpomp
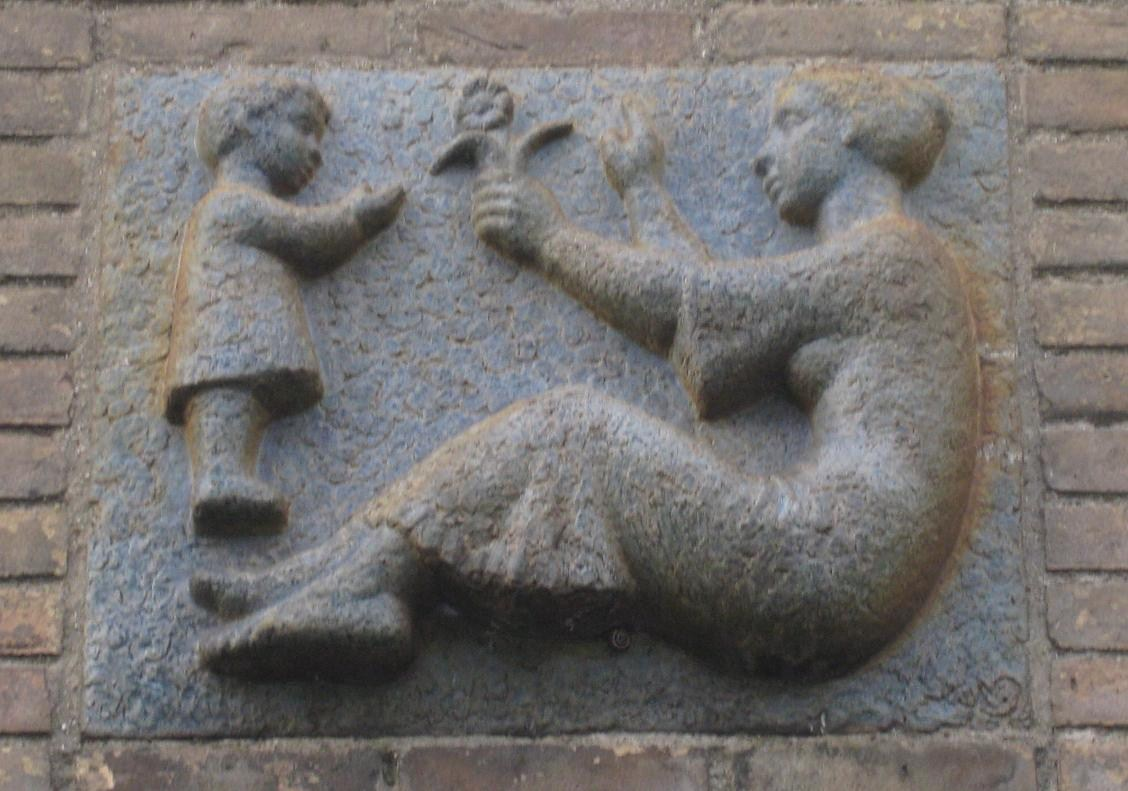
Moeder en Kind
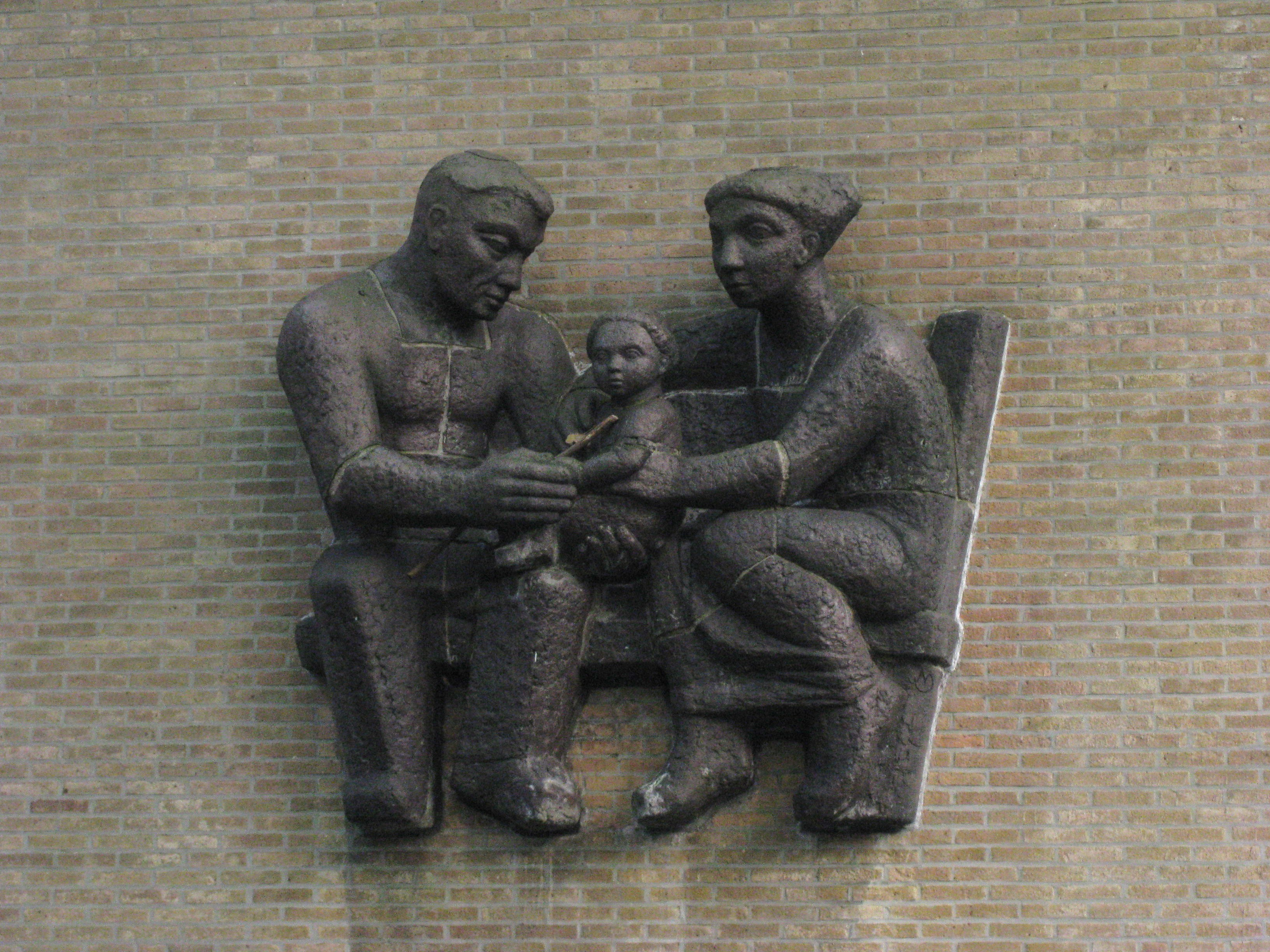
Het Gezin
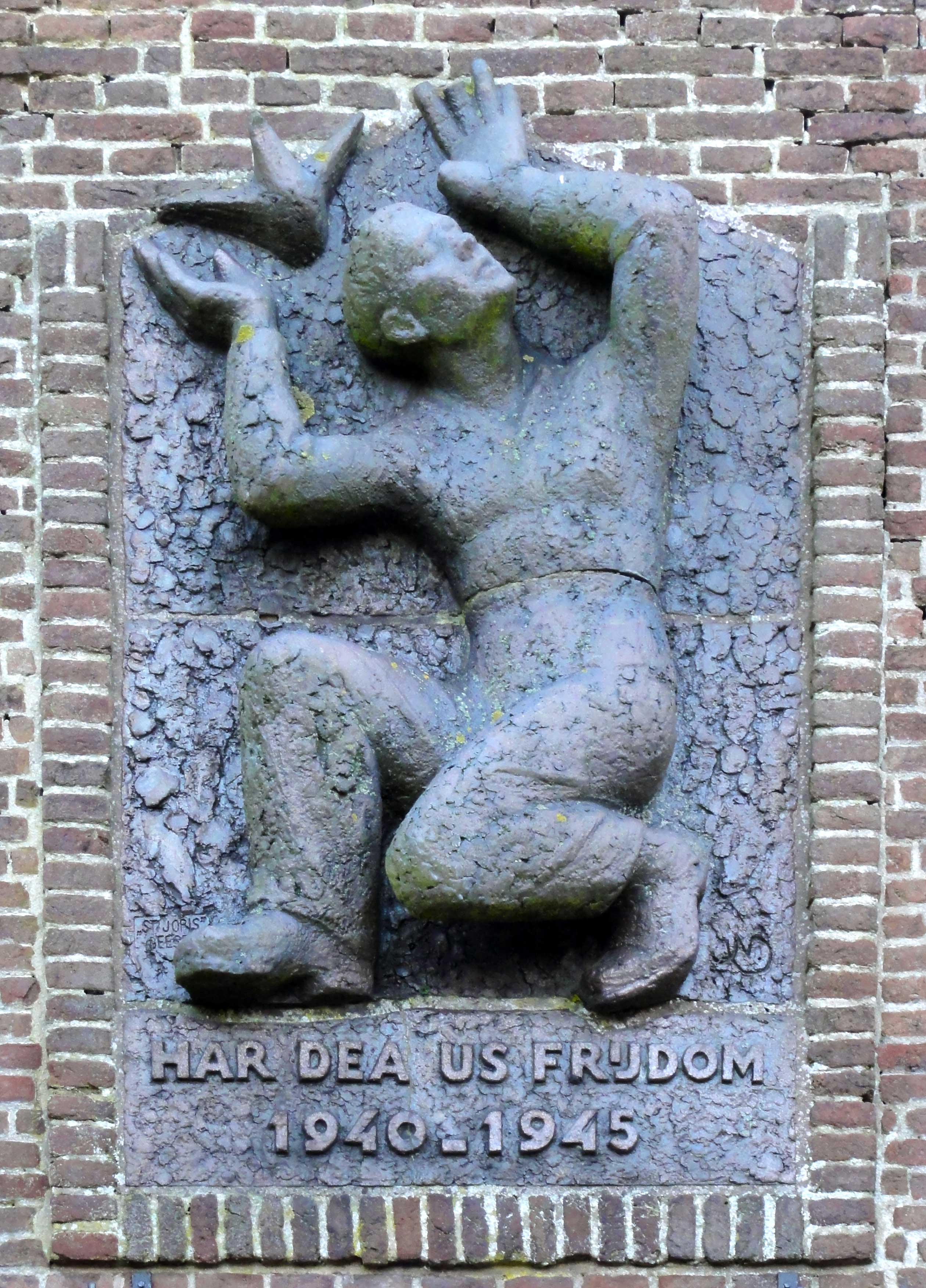
Har dea us frijdom 1940-1945
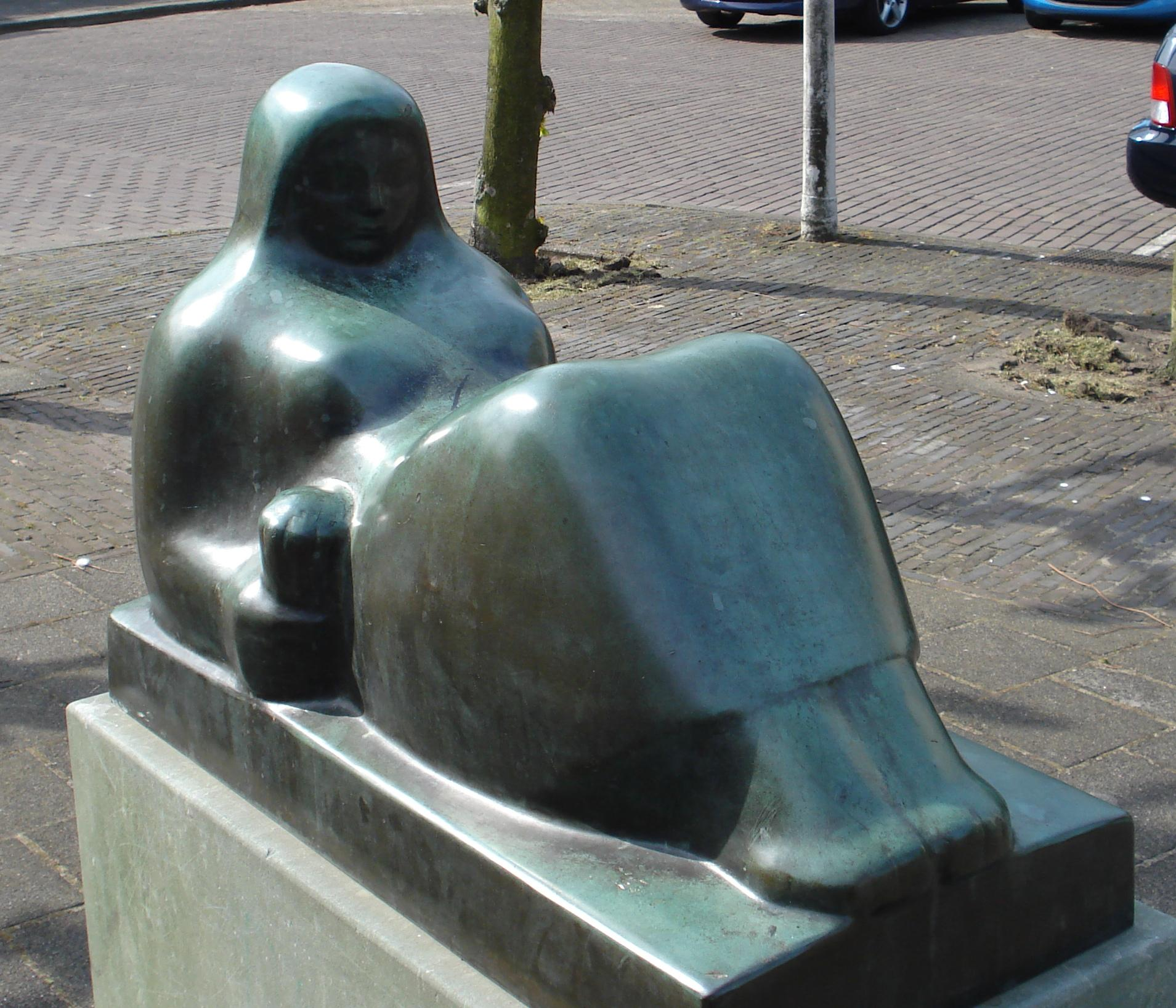
Moeder Aarde
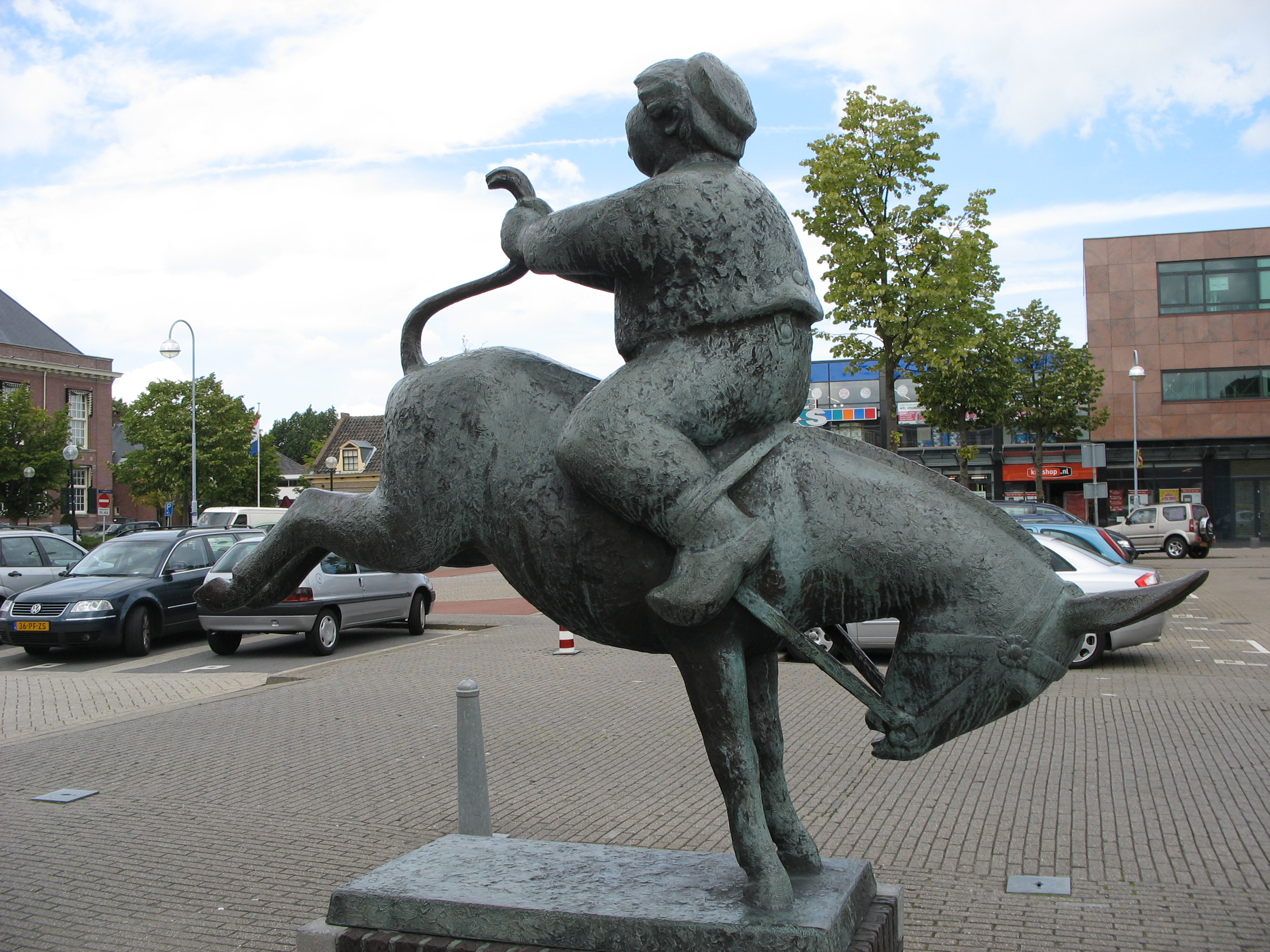
Dik Trom
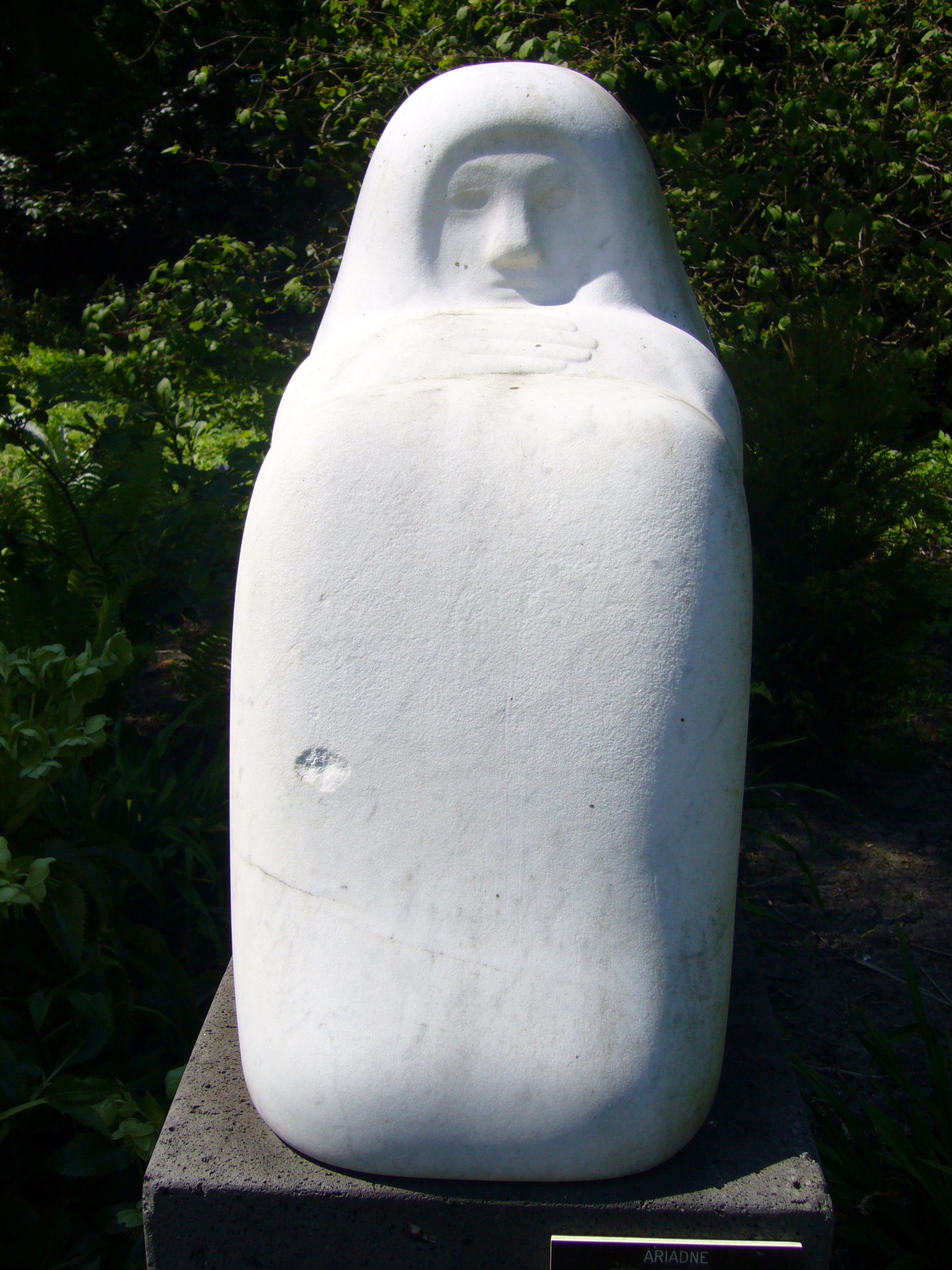
Ariadne